# Neon Genesis Evangelion
Neon Genesis Evangelion (japanisch 新世紀エヴァンゲリオン Shin Seiki Evangerion, auch kurz NGE oder EVA) ist eine international erfolgreiche Anime-Fernsehserie aus dem Jahr 1995. Sie bildet die Grundlage für mehrere später erschienene Filme, Mangas und Videospiele und gilt als eine der bisher bedeutendsten Anime-Produktionen. Das Werk nimmt Bezug auf viele ältere Filme, Serien und Bücher und hatte großen Einfluss auf nachfolgende Produktionen. NGE erschloss dem Medium Anime in Japan und international ein neues Publikum.
Die Serie handelt vom Kampf gegen Engel genannte Kreaturen unbekannter Herkunft, die die Menschheit angreifen. Ihnen werden von Jugendlichen gesteuerte Kampfmaschinen entgegengesetzt, die Evangelions. Mit fortschreitender Handlung werden zunehmend auch die psychischen Probleme der Charaktere thematisiert. Der Anime ist in die Genres Science-Fiction, Action und Mecha einzuordnen und enthält verschiedene Elemente aus Philosophie und Psychologie.

## Handlung
Im Laufe der Serie werden nach und nach die Ereignisse erklärt, die vor der von der Serie erzählten Handlung stattfanden. Diese werden im Abschnitt „Vorgeschichte“ erläutert; die eigentliche Handlung der Serie beginnt im Abschnitt „Haupthandlung“.

### Vorgeschichte

Logo der Organisation SEELE

Am 13. September 2000 ereignet sich am Südpol eine kataklysmische Explosion, die zum vollständigen Abschmelzen des Polareises in der Antarktis und zum Kippen der Erdachse führt. Der darauf folgende Anstieg des Meeresspiegels, massive Klimaveränderungen und weltweit ausbrechende Konflikte um die verbleibenden Ressourcen führen zum Tod von drei Milliarden Menschen, was der Hälfte der Weltbevölkerung entspricht. Offiziell gilt der mit annähernd Lichtgeschwindigkeit erfolgte Einschlag eines Mini-Meteoriten als Auslöser dieser Katastrophe, die als Second Impact bezeichnet wird. Die wahre Ursache der Katastrophe ist jedoch ein „Kontaktexperiment“, das von den Mitgliedern einer Expedition mit einem kurz zuvor in der Antarktis entdeckten humanoiden Wesen, das man als den ersten Engel Adam bezeichnet, durchgeführt wird. Hinter dieser von Dr. Katsuragi geleiteten Expedition und dem Experiment steht die mysteriöse Organisation SEELE. Diese handelt nach einem Szenario, das aus den Schriftrollen von Qumran, die sich in SEELEs Besitz befinden, entwickelt wurde. SEELE beabsichtigt, die Menschheit im Rahmen der für die nähere Zukunft vorausgesagten Apokalypse auf eine höhere, gottgleiche Stufe der Evolution zu stellen.
Zur Durchführung dieses Plans zur Vollendung der Menschheit wird die Geheimorganisation GEHIRN gegründet, deren Aufgabe die Erforschung und Entwicklung geeigneter Abwehrmaßnahmen gegen die laut Szenario noch zu erwartenden Engel ist. Das Hauptquartier der Organisation wird in einem riesigen unterirdischen Hohlraum am Ufer des Ashi-Sees beim Vulkan Hakone errichtet. An der Erdoberfläche über dieser Höhle entsteht die Stadt Neo Tokyo-3.
Unter dem Deckmantel des Forschungslabors für künstliche Evolution in Hakone, das von Gendō Ikari geleitet wird, entwickelt GEHIRN auf Grundlage der Arbeiten von Yui Ikari, Gendōs Ehefrau, die sogenannten Evangelions (EVAs). Dabei handelt es sich um riesige, künstliche Humanoide, die aus Adam oder dem zweiten Engel Lilith geklont wurden und von einem Menschen gesteuert gegen die Engel kämpfen sollen. Im Jahr 2004 löst sich Yui Ikari beim Testlauf eines Evangelion-Prototypen spurlos in dessen Pilotenkapsel auf. Im folgenden Jahr verliert Kyōko Zeppelin Sōryū, die Mutter von Asuka Langley Sōryū, bei einem ähnlichen Experiment einen Teil ihrer Seele und erhängt sich kurze Zeit später. Im Jahr 2010 wird der Bau der MAGI, der drei Supercomputer der Organisation, abgeschlossen. Naoko Akagi, die Konstrukteurin der MAGI, fühlt sich von Gendō Ikari, mit dem sie ein Verhältnis hat, ausgenutzt und hintergangen. Im Zorn erwürgt sie dessen vorgebliches Mündel Rei Ayanami, bei der es sich in Wahrheit um einen Klon aus Bestandteilen von Gendōs Ehefrau Yui und des Engels Lilith handelt, und begeht im Anschluss Suizid. Kurz darauf wird die Geheimorganisation GEHIRN, deren Forschungs- und Entwicklungsaufgaben erfüllt sind, aufgelöst und unter dem Namen NERV als Exekutivorgan für SEELEs Pläne neu gegründet. Rei wird durch einen neuen Klon ersetzt.

### Haupthandlung
Im Jahr 2015 kommt der 14-jährige Schüler Shinji Ikari, der nach dem Tod seiner Mutter Yui bei einem Lehrer aufgewachsen ist, auf Wunsch seines Vaters Gendō nach Neo Tokyo-3. Er soll hier als sogenanntes Third Child die Steuerung der Evangelion-Einheit 01 übernehmen und gegen die Engel kämpfen, die die Menschheit bedrohen. Aufgrund des sehr distanzierten Verhältnisses zu seinem Vater wird Shinji der NERV-Offizierin Misato Katsuragi anvertraut, bei der er auch wohnt. Die Eingewöhnung in seine neue Umgebung ist für Shinji mühsam. Rei Ayanami, die Pilotin des Evangelion-Prototypen Einheit 00, mit der er zusammen die Schule besucht, scheint nur zu seinem Vater eine engere Beziehung zu haben und ist allen anderen Menschen gegenüber sehr verschlossen. Auch zu anderen Schülern und Schülerinnen kann Shinji nur schwer Kontakte knüpfen. Als er, ohnehin an seiner Befähigung zum Piloten zweifelnd, von seinem Mitschüler Tōji Suzuhara geschlagen wird, weil dessen kleine Schwester bei Shinjis erstem Einsatz schwer verletzt wurde, will er NERV und Neo Tokyo-3 verlassen. Kurz vor seiner Abreise kann er jedoch von Tōji und dessen Freund Kensuke Aida von der Wichtigkeit seiner Aufgabe als EVA-Pilot überzeugt werden und bleibt.
Bald darauf kommt das Second Child Asuka Langley Sōryū zusammen mit EVA-02 aus Deutschland an und zieht ebenfalls bei Misato ein. Ihr selbstbewusstes Auftreten und ihr aufbrausendes Temperament sorgen für häufige Reibereien mit Misato, Shinji und dessen neuen Freunden Tōji und Kensuke. Im Kampf gelingt es den drei Children Asuka, Rei und Shinji hingegen trotz diverser Unstimmigkeiten, ein Team zu bilden und die Angriffe der Engel erfolgreich abzuwehren. Zusammen mit Asuka kommt auch Misatos Exfreund Kaji Ryōji nach Japan. Er schmuggelt im Auftrag von NERV den auf die Größe eines Embryos geschrumpften Engel Adam nach Neo Tokyo-3 und übergibt ihn an Gendō Ikari. Offiziell ist Kaji NERV-Mitarbeiter und wird ins Hauptquartier versetzt, inoffiziell ist er jedoch als Spion für die japanische Regierung und für SEELE tätig. Er findet heraus, dass das Marduk-Institut, das vorgeblich für die Suche nach geeigneten Evangelion-Piloten zuständig ist, eine Scheinfirma ist. Tatsächlich werden die Children von NERV und SEELE unter Shinjis Mitschülern ausgewählt, bei denen es sich ausnahmslos um potenzielle EVA-Piloten handelt.

Logo von NERV

Als bei einem missglückten Experiment EVA-04 und eine NERV-Außenstelle in den USA vollständig ausgelöscht werden, soll der ebenfalls in den USA gebaute Evangelion Einheit 03 nach Japan gebracht werden. Dort stellt sich bei der ersten Aktivierung heraus, dass die Einheit von einem Engel übernommen wurde. Shinji erhält den Befehl, den außer Kontrolle geratenen EVA-03 zu zerstören, weigert sich jedoch, da er dessen Piloten nicht gefährden will. Daraufhin lässt sein Vater Gendō das sogenannte Dummy-Plug-System aktivieren, mit dem Shinjis Evangelion vom NERV-Hauptquartier ferngesteuert werden kann. EVA-01 zerfetzt den übernommenen Evangelion-03 und zerquetscht dessen Pilotenkapsel. Der Pilot, Shinjis Freund Tōji, überlebt schwer verletzt. Nach diesem Erlebnis will Shinji NERV und Neo Tokyo-3 endgültig verlassen und nie wieder einen Evangelion steuern. Er ändert seine Meinung jedoch, als der 14. Engel die Stadt angreift und Reis und Asukas Evangelions praktisch mühelos besiegt und kampfunfähig macht. Als auch Shinji mit EVA-01 dem Engel zu unterliegen droht, kommt es erneut zu einem Amoklauf des Evangelion, der den Engel schließlich besiegt und auffrisst. Shinji wird dabei, wie seine Mutter mehrere Jahre zuvor, vom Evangelion absorbiert, kann jedoch später gerettet werden. Bei SEELE mehren sich die Zweifel an Gendō Ikaris Zuverlässigkeit bei der Umsetzung des Szenarios, sodass sie Gendōs Stellvertreter Fuyutsuki durch Kaji entführen lassen, um ihn über Gendōs Absichten zu befragen. Fuyutsuki wird jedoch vorzeitig von Kaji aus der Gefangenschaft bei SEELE befreit. Kurz darauf wird Kaji von einer unbekannten Person erschossen.
Asukas Selbstwertgefühl leidet unter der Niederlage gegen den letzten Engel und der Tatsache, dass Shinji sie mit seinen Leistungen als Pilot überflügelt hat. Als sich der 15. Engel nähert, sieht Asuka die Chance, sich den anderen zu beweisen. Durch eine Psychoattacke des Engels, die sie mit ihrer eigenen Unzulänglichkeit konfrontiert, verliert Asuka jedoch den Lebensmut und ist daraufhin nicht mehr in der Lage, EVA-02 zu steuern. Besiegt wird der Engel, der sich im Erdorbit außerhalb der Reichweite konventioneller Waffen befindet, schließlich mithilfe der Longinuslanze, die von Rei in EVA-00 auf ihn geschleudert wird und dann in eine Mondumlaufbahn eintritt. Bei der Longinuslanze handelt es sich um einen riesigen Speer, der bis dahin der unter dem NERV-Hauptquartier ans Kreuz geschlagenen Lilith in der Brust steckte und für SEELEs Pläne von großer Bedeutung zu sein scheint. Der Angriff des 16. Engels wird von Rei vereitelt, indem sie sich selbst zusammen mit ihm und EVA-00 in die Luft sprengt. Als sie kurz darauf jedoch lebend wieder auftaucht, offenbart die NERV-Wissenschaftlerin Ritsuko Akagi Misato und Shinji, dass Rei ein Klon aus Lilith und Shinjis Mutter Yui ist. Zahlreiche Rei-Klone ohne Seele und Bewusstsein bilden das Herz des Dummy-Plug-Systems oder dienen als Ersatzkörper für das Bewusstsein der einen wahren Rei. Weil sie sich von Gendō Ikari, mit dem sie ein Verhältnis hat, ausgenutzt fühlt, zerstört Ritsuko die verbliebenen Klone.
Bald darauf wird von SEELE das fünfte Child Kaworu Nagisa als Ersatz für Asuka zu NERV geschickt. Der freundliche, unbefangene und naiv wirkende Kaworu schließt schnell Freundschaft mit Shinji, entpuppt sich jedoch schließlich als der 17. Engel. Er bringt EVA-02 unter seine Kontrolle und dringt mit diesem in die unterste Ebene des NERV-Hauptquartiers ein, wo sich der erste Engel Adam befinden soll, mit dem Kaworu sich vereinigen will. Im sogenannten Terminaldogma angekommen erkennt er jedoch, dass nicht Adam, sondern Lilith dort gefangen gehalten wird. Shinji, der Kaworu mit EVA-01 gefolgt ist, tötet diesen nach langem Zögern auf dessen ausdrücklichen Wunsch, macht sich danach aber schwere Vorwürfe, da er glaubt, Kaworu sei ein besserer Mensch gewesen als er selbst und hätte deshalb überleben sollen. Nach dem Tod des letzten Engels beginnt die Vollendung der Menschheit mit einer Reise durch die Gedankenwelt der unterschiedlichen Charaktere, wobei deren Ängste und psychische Probleme dargestellt werden. Die eigentliche Vollendung wird exemplarisch an Shinjis Geist gezeigt, dem es schließlich gelingt, seine Ängste zu überwinden.

## Charaktere
„Es ist seltsam, dass Evangelion so ein Erfolg wurde – alle Charaktere sind so krank!“

### Children
Als Children (dt.: Kinder) werden die Piloten der Evangelion-Einheiten bezeichnet. Der Begriff ist dabei als dem Plural des englischen child (dt.: Kind) entlehnter Eigenname zu verstehen, weshalb in der japanischen Originalfassung auch ein einzelner Pilot als Children bezeichnet wird. In der deutschen Synchronisation wird im Gegensatz hierzu die zwar grammatisch korrekte, jedoch nicht originalgetreue Bezeichnung Child verwendet. Im Anime werden auch die Kanji 適格者 für Children angegeben. Diese bedeuten „qualifizierte Person“. Allen Children ist gemeinsam, dass sie nach dem Second Impact geboren wurden und keine Mutter mehr haben. Des Weiteren werden alle Children und potenziellen Children in einer gemeinsamen Schulklasse unterrichtet.
 Shinji Ikari (碇 シンジ)
Shinji kapselt sich immer mehr von der Außenwelt ab, seit er nach dem Tod seiner Mutter von einem Lehrer statt von seinem Vater erzogen wird. Mit 14 Jahren ist er ein schüchterner, introvertierter Einzelgänger, der praktisch über keinerlei Selbstvertrauen verfügt und sich im Umgang mit anderen Menschen und sich selbst schwer tut.
Er ist das dritte Child und steuert die EVA-Einheit 01. Hierfür ist er als einziger wirklich geeignet, da sich die Seele seiner Mutter Yui Ikari in dem Evangelion befindet. Obwohl ihm dies zunächst nicht bewusst ist, übernimmt Shinji die Steuerung des EVA, da er um die Anerkennung und Liebe seines Vaters ringt, zu dem er ein zerrüttetes Verhältnis hat. Misato Katsuragi, die die Vormundschaft für Shinji übernimmt, wird ihm bald zur Ersatzmutter und durch den Kampf gegen die Engel gewinnt er zunehmend an Selbstvertrauen. Shinjis Nachname Ikari bedeutet Anker, aber – in anderer Schreibweise – auch Wut oder Hass. Der Vorname stammt von Shinji Higuchi, einem der Gründer von GAINAX.
 Rei Ayanami (綾波 レイ)

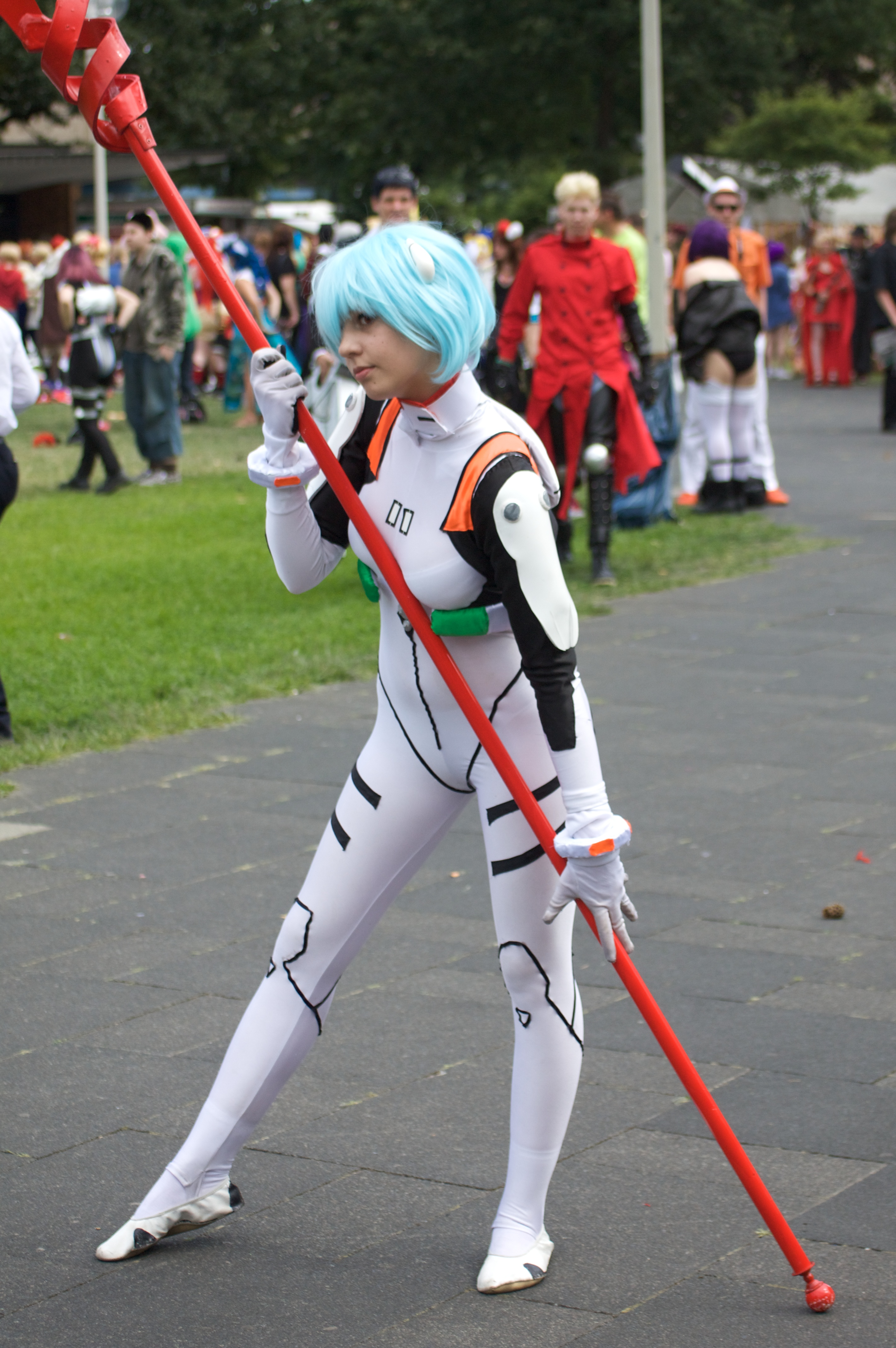
Cosplayerin als Rei Ayanami in ihrem Kampfanzug und Longinuslanze.

Rei Ayanami ist das erste Child und Pilotin von EVA-Einheit 00. Ihre biographischen Daten wurden gelöscht. Sie ist ein Klon aus Komponenten von Shinjis Mutter Yui Ikari und dem zweiten Engel Lilith und wächst in einem technokratisch kalten Laborraum im GEHIRN-Hauptquartier auf. Zum Zeitpunkt der Handlung lebt sie in einer kahlen und düsteren Wohnung in einem abgelegenen und heruntergekommenen Stadtteil von Neo Tokyo-3. Rei ist noch verschlossener als Shinji. Sie zeigt nur in den seltensten Fällen Emotionen und ihr Gesichtsausdruck wirkt wie versteinert. Wenn sie doch einmal spricht, sind es kurze, lakonische Phrasen mit monotoner und roboterhafter Stimme. Allein Shinjis Vater Gendō gegenüber vermag sie sich zu öffnen.
Ihr Körper ist austauschbar, da weitere Klone als Ersatz zur „Beseelung“ bereitstehen; Rei ist sich dieser Tatsache auch bewusst. Der erste Rei-Klon wird im Alter von vier Jahren von Ritsukos Mutter Naoko Akagi erwürgt, der zweite stirbt bei der Selbstzerstörung von EVA-00.
Der Vorname Rei, der nur in Lautschrift angegeben wird, kann verschiedenes bedeuten: unter anderem Geist (霊), Dankbarkeit (礼), Befehl (令), Kälte (冷) oder auch Null (零). Anno entlieh ihn der Figur Rei Hino aus Sailor Moon mit dem vergeblichen Ziel Kunihiko Ikuhara, der bei dieser Serie als Regisseur mitwirkte, als Mitarbeiter zu gewinnen. Der Nachname Ayanami stammt von einem Zerstörer der japanischen Marine. Ein Charakter wie Rei Ayanami, der seiner ganzen Umwelt gegenüber verschlossen ist und scheinbar keine Gefühle besitzt, ist vor NGE noch in keinem Werk aufgetreten und stellt somit eine völlige Neuschöpfung dar. Nach der Veröffentlichung von Evangelion traten Charaktere mit ähnlichem Aussehen (hellblauen Haaren und roten Augen) und einem zurückgezogenen, unnahbaren und geheimnisvollen Wesen auch in anderen Serien auf, wie Kidō Senkan Nadeshiko (Ruri Hoshino), Gasaraki (Miharu) oder Blue Submarine No.6. Diese Figuren, die nach Rei Ayanami entstanden, werden von Patrick Drazen als impassive waifs (deutsch etwa ungerührte Heimatlose) bezeichnet. Thomas Lamarre nennt Rei die Quintessenz eines „soulful body“.

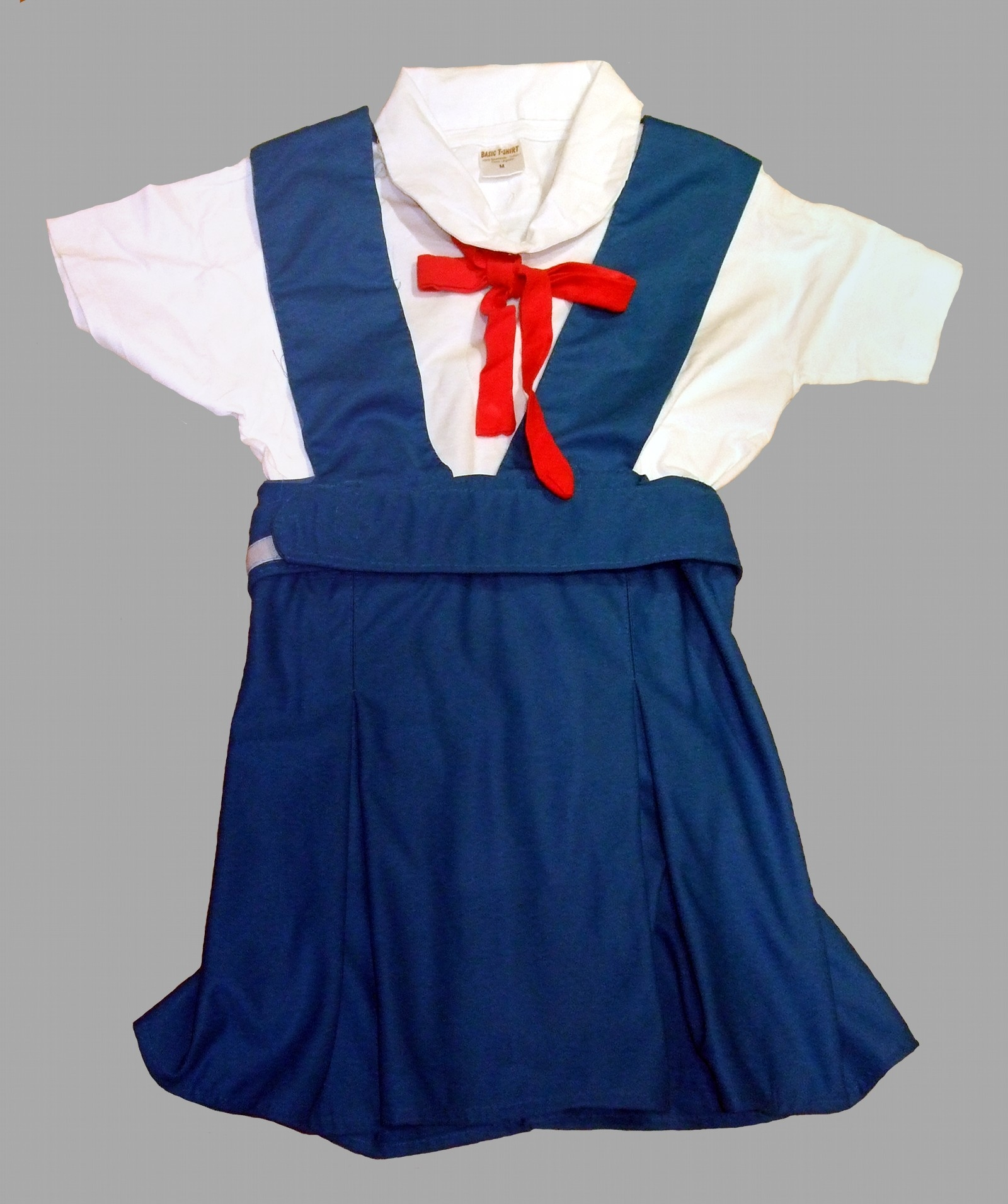
Schuluniform, wie sie von Rei und Asuka getragen wird.

 Asuka Langley Sōryū (惣流・アスカ・ラングレー) / Asuka Langley Shikinami (式波・アスカ・ラングレー)
Asuka Langley Sōryū ist gebürtige Deutsche japanischer Abstammung. Ihre Mutter, Kyōko Zeppelin-Sōryū, arbeitet bei der NERV-Zweigstelle 3 in Deutschland. Nach einem fehlgeschlagenen Synchrontest, bei dem sie den Verstand verliert, erkennt sie Asuka nicht mehr und hält eine Puppe für ihre Tochter. Als sie sich bald darauf erhängt, schwört sich Asuka, wegen nichts mehr eine einzige Träne zu vergießen oder sonst eine Schwäche zu zeigen. Stets muss sie sich selbst und allen anderen beweisen, dass sie die Beste ist. Shinji und seine beiden Freunde Tōji und Kensuke werden von ihr gehänselt, wo es nur geht. Asuka verfügt über eine überdurchschnittlich hohe Intelligenz und besitzt im Alter von 14 Jahren bereits einen Hochschulabschluss.
Sōryū und Langley sind ein japanischer beziehungsweise US-amerikanischer Flugzeugträger. Langley ist unter anderem der Name mehrerer US-amerikanischer Städte, beispielsweise von Langley (Virginia), wo sich der Sitz der Central Intelligence Agency (CIA) befindet. Der Name Asuka, zurückgehend auf Asuka-kyō, die japanische Hauptstadt des Altertums, wurde der Protagonistin des Manga Chōshōjo Asuka von Shinji Wada entliehen. In der Kinotetralogie Rebuild of Evangelion wurde ihr Nachname in Shikinami geändert, welches der Name eines japanischen Zerstörers – eines Schwesterschiffs der Ayanami – war. Auch Asukas Charakter wurde teilweise verändert.

### Weitere Hauptcharaktere
Misato Katsuragi (葛城 ミサト)
Die 1986 geborene Misato Katsuragi ist die Tochter des Metabiologen Dr. Katsuragi, unter dessen Leitung im Jahr 2000 die Expedition in die Antarktis stattfindet. Die damals 14-jährige Misato, die die Expedition begleitet, überlebt den Second Impact nur, weil ihr Vater sie in eine Rettungskapsel setzt. Zunächst hasst sie ihren Vater, der seine Familie oft allein lässt und nur für seine Arbeit zu leben scheint. Doch nachdem er sein Leben für sie opfert, weiß sie nicht, ob sie ihn nun hassen oder lieben soll. Der Second Impact löst bei ihr eine Psychose aus, sodass sie sich von der Außenwelt abschottet. Erst später öffnet sie sich wieder, besonders gegenüber Ritsuko. Während ihres Studiums hat sie eine stürmische Beziehung mit Kaji, die sie jedoch bald wieder auflöst, da sie in ihm ihren Vater wiederzuerkennen glaubt.
In ihr erwächst ein Hass auf die Engel, der sie dazu veranlasst, taktische Offizierin bei NERV zu werden. Sie ist dabei unmittelbar für die Einsätze der Children und der Evangelions verantwortlich. Misato ist nicht in die wahren Pläne von SEELE und NERV eingeweiht und glaubt, nach dem erfolgreichen Kampf gegen die Engel solle das Leben weitergehen wie vor den Angriffen. Sie übernimmt die Vormundschaft für Shinji und Asuka, die beide bei ihr einziehen. Dies führt aufgrund der sehr unterschiedlichen Mentalitäten zu häufigen Reibereien untereinander. In ihrer Freizeit trinkt Misato viel Alkohol, ist unordentlich und zu Hause ungeniert. Ihren Beruf verrichtet sie dagegen mit feurigem Eifer und höchster Professionalität. Misato trägt häufig recht knappe Bekleidung. Das erfreut zwar Shinjis Mitschüler, ihm selbst ist es jedoch peinlich.
Misato hat ein besonderes Haustier: Den Warmwasserpinguin Pen-Pen (oder Pen²), ein Versuchstier, das sie bei sich aufgenommen hat, als es nicht mehr gebraucht wurde und entsorgt werden sollte. Ihr Nachname stammt von der Katsuragi, einem japanischen Flugzeugträger. Ihr Vorname geht, ebenso wie der von Ryōji Kaji, auf Protagonisten eines Manga von Minako Narita zurück.
 Gendō Ikari (碇 ゲンドウ)
Gendō Ikari, der vor seiner Heirat mit Yui Ikari den Namen Rokubungi trägt, ist der Vater des dritten Child, Shinji Ikari, und Kommandant von NERV. Nach dem Tod seiner Frau will er zu keinem Menschen mehr, seinen Sohn inbegriffen, tiefer gehende Beziehungen aufbauen und verbirgt deshalb seine Gefühle. Wenn er Entscheidungen trifft, steht dabei allein die Effektivität im Kampf im Vordergrund – selbst Menschenleben haben dahinter zurückzustehen. Er handelt oft nach den Befehlen des SEELE-Komitees, im Laufe der Handlung entstehen jedoch zunehmend Differenzen zwischen ihm und der Organisation. Der Charakter Gendō Ikari ist in Japan nicht sehr beliebt, da er als zu streng empfunden wird. Der Charakter wurde jedoch mit Absicht so gestaltet, da die modernen japanischen Väter „verweichlicht“ seien. Gendōs Geburtsname Rokubungi bedeutet auf Deutsch Sextant.

## Evangelions
Die Evangelions, oder kurz EVAs, sind etwa 40 Meter große künstliche Lebensformen von menschlicher Gestalt, die in Neon Genesis Evangelion als Hauptwaffe gegen die Engel eingesetzt werden. Der Name Evangelion für die Kampfeinheiten wurde laut Hideaki Anno gewählt, weil er „kompliziert klingt“.
Bis auf Einheit 01, die aus Lilith geklont wurde, sind alle weiteren EVAs Klone des Engels Adam. Schöpferin der EVAs ist Shinjis Mutter Yui Ikari. Evangelions verfügen über einen schnellen Stoffwechsel und können sich so in kurzer Zeit selbst heilen, wenn nicht mehr als 50 % der Einheit beschädigt sind. Die EVAs sind äußerlich nahezu vollständig von einer schützenden Rüstung aus Titanstahl umgeben, was ihnen ein roboterähnliches Aussehen verleiht. In der Rüstung befindet sich diverse Bewaffnung wie ein Positronengewehr oder das Progressivmesser, dessen Klinge in hochfrequente Schwingungen versetzt wird. Die Titanrüstung dient neben ihrer Schutzfunktion auch dazu, den EVA kontrollieren zu können. Das wichtigste Verteidigungssystem eines Evangelion ist das AT-Feld, das er durch seinen Piloten erhält. „AT-Feld“ (Absolute Terrorfield) ist der technische Begriff für die Kraft der Seele oder Aura, einen starken energetischen Schutzschild, der von EVAs und Engeln gleichermaßen eingesetzt wird.
Der EVA wird über ein Umbilikalkabel, das mit dem Rückenmark verbunden ist, mit elektrischer Energie versorgt. Wegen der Angreifbarkeit dieses Kabels wird versucht, ein S²-Organ in die Evangelions zu integrieren. Ein entsprechender Versuch mit Einheit 04 schlägt jedoch fehl und führt zur Auslöschung der gesamten Forschungseinrichtung. EVA-01 gelangt im Laufe der Serie an ein S²-Organ, indem er während eines Amoklaufs die Energiequelle eines Engels verspeist. Auch bei den Massenproduktionsmodellen 05 bis 13 gelingt der Einbau schließlich. Die Organe basieren auf der Supersolenoid-Theorie (S²-Theorie).
Die Evangelions werden von den Children gesteuert, die sich im Entry Plug befinden, einer länglichen Kapsel, die in den Nacken des EVAs eingeführt wird und deren unteres Ende sich in Herznähe befindet. Das Child trägt einen Plug Suit zum Schutz vor Verletzungen und ein Headset mit zwei Nervenkoppeln, die der Gedankensynchronisation mit dem EVA dienen. Das wichtigste Medium im Entry Plug ist das Link Connection Liquid (dt. etwa „Verbindungskoppelflüssigkeit“), kurz LCL, das der Versorgung des Piloten mit Sauerstoff und der Dämpfung mechanischer Stöße sowie der telepathischen Verbindung zwischen Pilot und Evangelion dient. Es wird aus dem Blut von Lilith gewonnen und auch als Wasser des Lebens bezeichnet. Das LCL ist eine Art Ursuppe, aus der Körper und Seele bestehen. Bei der Aktivierung eines Evangelion nimmt das Child in voller Montur im Entry Plug Platz, das danach mit LCL geflutet wird, um die Synchronisation zu starten. Ein Evangelion kann auch mithilfe eines Dummy Plugs gesteuert werden. Dabei handelt es sich um ein System, das die Gedankenmuster eines Piloten gespeichert hat und dem EVA damit die Anwesenheit eines menschlichen Piloten vortäuscht. Auf diese Weise kann der EVA ferngesteuert werden, verfügt dabei jedoch nicht über ein AT-Feld.
Evangelion Einheit 00 (零号機, Zerogōki)Bei dem in Japan gebauten Evangelion-Prototyp Einheit 00 handelt es sich um die erste erfolgreich „zum Leben erweckte“ EVA-Einheit, die aus Adam geklont wurde. EVA-00 weist hinsichtlich seiner Funktionstüchtigkeit erhebliche technische Mängel auf. Bei mehreren Testläufen gerät er außer Kontrolle und attackiert dabei Gendō Ikari, Ritsuko Akagi oder seine Pilotin Rei Ayanami.
Evangelion Einheit 01 (初号機, Shogōki)Einheit 01 wurde als Testmodell gebaut und wird von Shinji Ikari gesteuert. Der Evangelion wurde als einziger aus Lilith geklont und ist deshalb von besonderer Bedeutung. Nachdem er sich ein S²-Organ einverleibt hat und damit über eine eigene, unabhängige Energiequelle verfügt, wird er zum zentralen Bestandteil des Plans zur Vollendung der Menschheit im Kinofilm The End of Evangelion. Die Synchronisationsfähigkeit der Einheit mit Shinji wird durch die Seele seiner Mutter Yui Ikari gewährleistet, die während eines missglückten Testlaufs mit dem Evangelion verschmolzen ist.
Evangelion Einheit 02 (弐号機, Nigōki)Im Gegensatz zu den Einheiten 00 und 01 ist EVA-02 die erste richtige Produktionseinheit und explizit auf den Kampf mit den Engeln ausgerichtet. Entsprechend ist der Evangelion in der Lage, mit dem gesamten Waffenarsenal umzugehen, was seine Vorgänger noch nicht vermochten. Aufgrund der Mentalität seiner Pilotin und der Tatsache, dass die Einheit für den Plan zur Vollendung der Menschheit nur von untergeordneter Bedeutung ist, kommt EVA-02 bei Kämpfen meist an vorderster Front zum Einsatz. Die Kompatibilität der Einheit mit Asuka Langley Sōryū rührt aus einem missglückten Synchrontest, bei dem ein Teil der Seele ihrer Mutter mit dem Evangelion verschmolzen ist.

## Engel
Die im Anime vorkommenden Engel, deren Namen und Eigenschaften teilweise der jüdischen Mythologie entlehnt sind, werden zumeist als riesenhafte Wesen von bis zu mehreren Hundert Metern Länge dargestellt, treten jedoch auch mit geringen Größen bis hinab in den Nanobereich in Erscheinung. Sie bestehen aus einer Materie, die sowohl die Charakteristika von Wellen als auch von Teilchen aufweist und wie „erstarrtes Licht“ wirkt. Diese Materie enthält Strukturen, die zu 99,98 % mit der menschlichen DNS übereinstimmen, womit die Menschen mit den Engeln näher verwandt sind als mit den Schimpansen. Sie sind bis auf Tabris, den 17. Engel, immer von abstrakter Gestalt, bis hin zu bloßen geometrischen Formen. Die Herkunft der Engel wird in der Serie nicht geklärt.
Der erste Engel ist Adam, nach dem biblischen ersten Menschen Adam und dem kabbalistischen Begriff des Adam Kadmon, der Erscheinung Gottes als Schöpfer und Urbild des Menschen, der in Evangelion den Second Impact verursacht. Ihm folgt als zweiter Engel Lilith, nach der jüdischen Mythologie die erste Frau Adams, die in einer Höhle unterhalb Japans gefunden wird. Die weiteren Engel, gegen die gekämpft wird, sind nach ihrem Auftreten durchnummeriert. Der letzte Engel ist Lilim, die Menschheit selbst. Im Talmud sind Lilim die Dämonen, die Lilith gebiert, nachdem sie aus dem Paradies verstoßen wurde. Der im Japanischen für diese Wesen verwendete Begriff Shito (使徒) bedeutet auf Deutsch eigentlich Apostel. Die Übersetzung mit dem englischen Begriff Angel, also Engel, war jedoch von Hideaki Anno selbst so gewollt.

## Entstehung und Produktion
„‚Evangelion‘ ist mein Leben, und ich habe alles, was ich weiß, in dieses Werk gesteckt. Das ist mein ganzes Leben. Mein Leben selbst.“

### Produktion

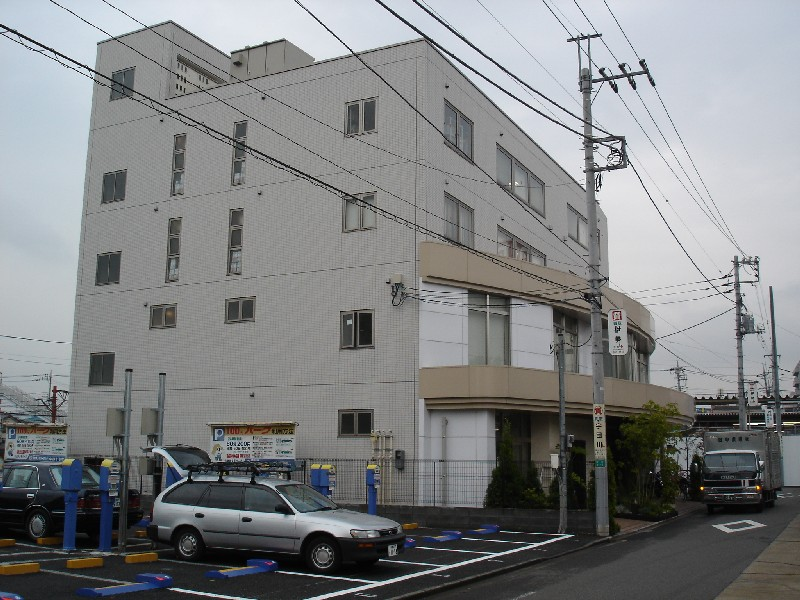
Gebäude des Studios Gainax in Tokio

Die Planungen an der Anime-Fernsehserie bei Studio Gainax begannen im Juli 1993, die Produktion dauerte bis 1996. Neben Hideaki Anno als Regisseur, Co-Produzent, Co-Charakterdesigner und Co-Musikschreiber waren Yoshiyuki Sadamoto als Charakterdesigner und Hiroshi Katō als künstlerischer Leiter beteiligt. Regieassistent war Kazuya Tsurumaki, zweiter Drehbuchautor Akio Satsugawa. Ikuto Yamashita war zusammen mit Hideaki Anno für das Mecha-Design verantwortlich. Die Produzenten waren Noriko Kobayashi und Yutaka Sugiyama. Die Animationen wurden teilweise auch vom Studio Production I.G und in Folge 11 vom Studio Ghibli erstellt. An der Produktion waren außerdem Tatsunoko und TV Tokyo beteiligt.

### Motivation und Entstehung
Vor der Produktion der Serie war das Studio Gainax in eine schwere Krise geraten. Für das im März 1992 begonnene Projekt Aoki Uru, das als Fortsetzung des Films Wings of Honneamise geplant war, konnten kaum Sponsoren gefunden werden, und das Studio geriet in Geldnot. Als das Projekt im Juli 1992 eingestellt wurde, verließen auch viele Mitarbeiter das Studio, und die Leitung begann, die Ausgaben so weit wie möglich zu kürzen. Im gleichen Monat begann Gainax mit den Planungen zu Neon Genesis Evangelion. Noch während der Produktion von Evangelion spaltete sich im September 1994 die Gruppe von Mitarbeitern um Takami Akai, die am Computerspiel Princess Maker 2 arbeiteten, vom Studio ab und gründete die Firma AKAI.
Hideaki Anno litt in der Zeit bis vor der Produktion der Serie an einer schweren Depression, die auch die Inhalte von NGE beeinflusste. Mit der Idee der neuen Serie fasste er wieder Lebensmut. Aus dem Grundthema von Aoki Uru, „nicht wegzurennen“, entwickelte er das Konzept von Evangelion. Zu Beginn stand bei der Produktion Annos Idee im Vordergrund, durch die Serie die Zahl der Anime-Fans, der Otakus, zu vervielfachen. So wollte er die zu dieser Zeit vorherrschende Isolation der Fans aufbrechen. Die Handlung sollte einen Kampf zwischen den Menschen und Göttern darstellen. Als Hauptcharakter war zunächst ein Mädchen geplant, wie es in vorherigen Produktionen des Studios, zum Beispiel Gunbuster oder Die Macht des Zaubersteins, der Fall war. Dieser Entwurf war der späteren Asuka ähnlich, wurde jedoch verworfen, weil man das Konzept der anderen Serien nicht wiederholen wollte und sich einen Jungen eher als Piloten einer Kampfmaschine vorstellen konnte. Die Idee, dass die toten Mütter der Piloten in den EVAs weiterleben würden, hatte Yoshiyuki Sadamoto nach einer Fernseh-Dokumentation über den A10-Nerv. Durch den frühen Tod der Mütter hätten die Piloten außerdem eine besondere Entwicklung erfahren. Das Verhältnis von Asuka zu Shinji wurde dem von Nadia zu Jean aus Die Macht des Zaubersteins nachempfunden. Rei wurde als Gegensatz zu Asuka entworfen.
Der Handlungsverlauf der Serie war ursprünglich anders geplant, als er später realisiert wurde. In der ersten Folge sollte bereits ein Kampf zwischen Rei und einem Engel gezeigt werden; Shinji sollte erst nach dem Sieg des Engels über Rei eingesetzt werden. Die meisten anderen frühen Folgen entsprechen jedoch in etwa dem zu Beginn geplanten Konzept. Ab Folge 13 wurde die Handlung aber immer weiter abgeändert. Nur Folge 16 entspricht im ersten Teil noch dem ursprünglichen Plan. In der ersten Version des Endes sollte ein Engel vom Mond die Menschheit bedrohen, die UN sich vom Projekt zur Vollendung der Menschheit abwenden und Ritsuko und Gendō als Verteidiger des Projekts verbleiben. Ein Endkampf in einer antiken Ruine „Aluka“ würde die Entscheidung gegen das Projekt bringen, wodurch auch NERV zerstört würde. Das Drehbuch wurde allerdings erst während der Produktion der Serie geschrieben, und deren Ausstrahlung hatte begonnen, als erst einige Folgen fertig produziert waren. So wurde der spätere Handlungsverlauf auch von den Reaktionen der Fans und dem Umdenken Hideaki Annos beeinflusst sowie der Zeitknappheit, die gegen Ende der Serie eintrat. Außerdem wurde das Szenario wegen des Giftgasanschlags der Aum-Sekte verändert, da das ursprünglich Geplante zu dicht an den tatsächlichen Ereignissen war. Anno wollte aber der Serie nicht ihren fiktiven Charakter und damit das Interpretationspotenzial nehmen und änderte die Handlung so, dass die Parallelen zur Realität weniger offensichtlich waren. Jedoch sagte Anno auch, dass hinter den Vorfällen mit der Aum-Sekte und NGE das gleiche gesellschaftliche Problem der Abgrenzung von der Gesellschaft und der Entfremdung stehe.
Ab der 16. Folge, Zwischen Leben und Tod (死に至る病、そして / Splitting of the Breast), veränderte sich die Konzeption der Serie, und die Handlung entfernte sich mehr und mehr vom Originalentwurf. Dies lag darin begründet, dass Hideaki Anno mit den Reaktionen auf die Serie unzufrieden war. Daraufhin änderte sich die Serie in eine kritischere Richtung; es wurden besonders Anime-Fans und ihre Lebensweise kritisiert. Anno wollte zudem durch Gewalt- und Sexszenen ein Verständnis für das wahre Leben vermitteln und die Geschichte so weiterentwickeln. Außerdem sollten die Zuschauer, darunter besonders Kinder, abgehärtet und auf das Leben vorbereitet werden. Dazu kam, dass Hideaki Anno in dieser Zeit begann, Bücher über Psychologie und psychische Krankheiten zu lesen. Davon fasziniert, wollte er zeigen, was im menschlichen Geist vorgeht. Nun wollte Anno mit der Serie auch etwas Neues schaffen und den Anime weiterentwickeln. Laut Regisseur Kazuya Tsurumaki bildet die 16. Folge die Grenze zwischen den beiden Teilen von NGE – der erste, actionreiche Teil der Episode gehöre zum ersten Teil der Serie, der zweite Teil mit Shinjis Selbstgesprächen im Engel sei dem zweiten Teil der Serie zuzuordnen. In der zweiten Hälfte der Produktion nahm auch die Anspannung im Team zu, da man die ursprüngliche Planung ignorierte und dadurch auch Zeit und Geld knapper wurden. So zeigt die weitere Entwicklung der Serie den Zustand des Produktionsteams. Einige der Mitarbeiter wollten aufhören, da es ihnen nicht möglich schien, den Anime in ausreichender Qualität fertigzustellen. Die letzten beiden Folgen wurden dann nicht nach dem ursprünglichen Drehbuch produziert, obwohl einige Szenen der 25. Folge schon fertiggestellt und in der Vorschau gezeigt worden waren. Stattdessen wurden beide Folgen in der verbliebenen Zeit neu konzipiert und produziert.
Hideaki Anno wollte mit der Serie auch das Mecha-Genre und den Anime an sich neu beleben und in eine neue Richtung führen. Seiner Meinung nach wurden in den zehn Jahren zuvor im Bereich der Science-Fiction immer wieder die gleichen Geschichten erzählt. Der Charakter Shinji stellt Annos Aussage nach sein eigenes Ich dar. Jedoch ist dies vor allem symbolisch zu sehen, nicht wörtlich. Hideaki Anno hat, besonders im zweiten Teil, viel von sich selbst eingebracht. Jedoch sagt er auch, dass ihm gerade diese Stellen nicht gefallen.

## Veröffentlichung

Logo des Senders TV Tokyo

#### Auswirkungen und Bedeutung

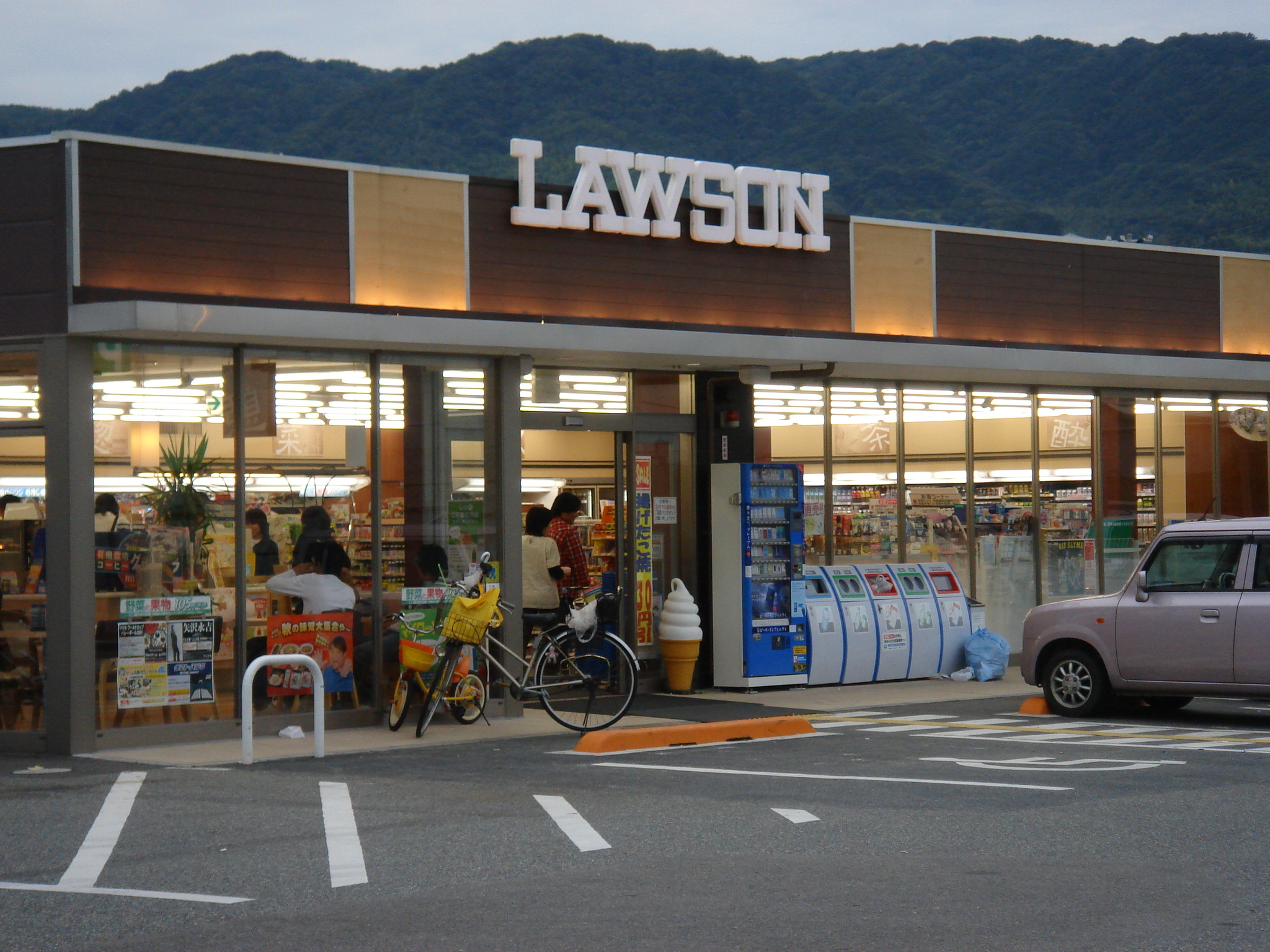
Eine Filiale von Lawson

## Konzeption und Stil
„Evangelion ist wie ein Puzzle. Jeder kann es sich anschauen und seine eigenen Antworten suchen. Mit anderen Worten, wir erlauben den Zuschauern, selbst zu denken, so dass jeder seine ganz eigene Welt kreieren kann. Wir werden niemals selbst alle Antworten geben, nicht einmal in den Kinofilmen. Viele Evangelion-Fans hoffen darauf, dass wir ihnen eine Art ‚Alles über EVA‘-Nachschlagewerk in die Hand drücken – aber ein solches gibt es nicht. Erwartet nicht, dass andere euch die Antworten auf eure Fragen geben, dass euch alles vorgesetzt wird. Wir alle müssen unsere eigenen Antworten finden.“

### Grafischer Stil und Animationstechnik
Rein äußerlich ist die Serie stark beeinflusst von den Mecha-Anime der 70er-Jahre, deren leidenschaftlicher Liebhaber Anno war und ist. In der zweiten Hälfte der Serie wird zunehmend mit Einblendungen von weißem Text vor schwarzem Hintergrund gearbeitet. Dieser Text kommuniziert dabei auch mit den Charakteren, vor allem mit Shinji. Besonders häufig wird diese Technik in den letzten beiden Folgen verwendet. Sie lässt sich auf Jean-Luc Godard zurückführen, der diese Technik ebenfalls verwendete. Im Gegensatz zu den Anime-Filmen Akira und Ghost in the Shell, die ebenfalls zu dieser Zeit herauskamen und den Anime weiterentwickelten, werden in NGE nicht die Bilder detaillierter, um mehr Informationen zu vermitteln. Stattdessen werden schnelle Schnitte verwendet. Jedoch werden in anderen Szenen lange Standbilder verwendet oder nur wenige langsame Bewegungen in eine Richtung gezeigt. Die von Yoshiyuki Sadamoto entworfenen Figuren sind sehr schlank und spitz gezeichnet, weniger rund und niedlich, und verfügen jede schon über leicht unterscheidbare Silhouetten.
Die Serie wurde wie alle Produktionen von Studio Gainax als Limited Animation produziert. Dabei entsteht die Illusion der Bewegung weniger durch die Abfolge vieler verschiedener Einzelbilder, als durch besondere Einstellungen der simulierten Kamera und Rhythmus und Geschwindigkeit der Schnitte. Die Technik ist dabei die Cel-Animation. Dabei verwendet Hideaki Anno häufig die Folientechnik, bei der die Folie mit dem zu bewegenden Teil des Bilds gegen den Hintergrund gekippt wird, um so eine Tiefenwirkung zu erzielen. Im späteren Teil der Serie, insbesondere in den letzten beiden Folgen, werden auch häufig Montagen verwendet, das heißt Abfolgen einfacher Bilder, Texte und übereinander gestapelter Bildfolien (Cels). Die Schnitte sind dabei bewusst zu schnell oder zu langsam gesetzt.
In der Serie werden in einigen Traumsequenzen auch Techniken des abstrakten Animators Norman McLaren verwendet, so das Erzeugen von Bildern durch Kratzen auf dem Filmmaterial oder das Malen der Bilder direkt auf den Film.

### Inhaltliche Einflüsse

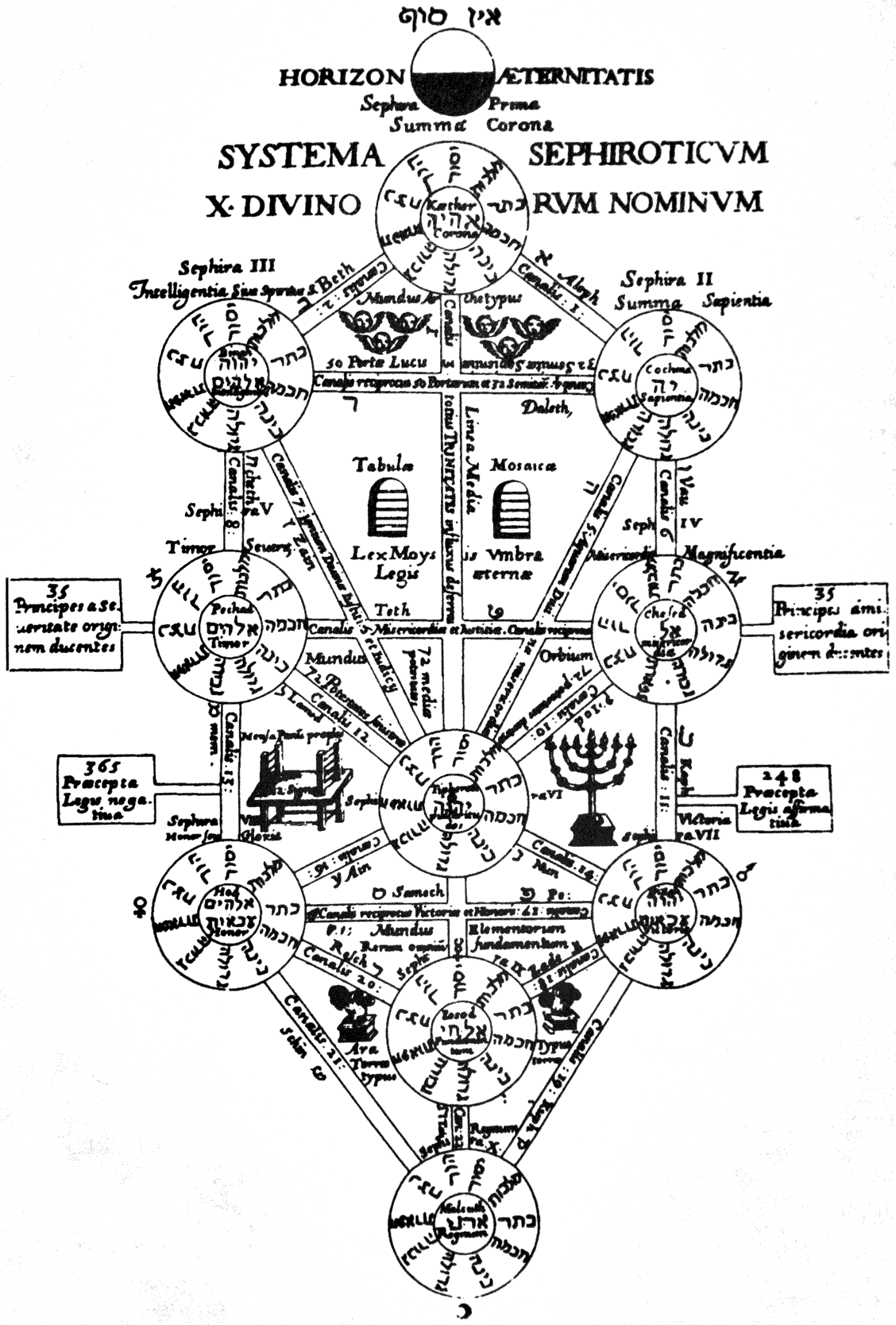
Der Baum des Lebens mit den 10 Sephiroth wird im Vorspann der Serie gezeigt.